# 欧仁·库隆
欧仁·库隆（法語：Eugène Coulon，1878年—？），法国男子水球运动员。他曾代表法国参加1900年夏季奥林匹克运动会水球比赛，获得一枚铜牌。